# Collier Law
Collier Law är en kulle i Storbritannien.   Den ligger i kommunen Durham i riksdelen England, i den centrala delen av landet, 400 km norr om huvudstaden London. Toppen på Collier Law är 513 meter över havet, eller 76 meter över den omgivande terrängen. Bredden vid basen är 3,9 km.
Terrängen runt Collier Law är kuperad västerut, men österut är den platt. Runt Collier Law är det ganska tätbefolkat, med 120 invånare per kvadratkilometer. Närmaste större samhälle är Consett, 13,1 km nordost om Collier Law. I omgivningarna runt Collier Law växer i huvudsak blandskog.